# Цюй Юань
Цюй Юань (кит.: 屈原, піньінь: Qū Yuán; друге ім'я Цюй Пін кит.: 屈平; бл. 340—278 до н. е.) — перший відомий ліричний поет в історії Китаю епохи Воюючих Царств. Його образ став одним із символів патріотизму в китайській культурі.
День ритуального самогубства Цюй Юаня (день Дуань-у за східним календарем) відзначається як свято під назвою Свято човнів-драконів (кит.: 端午节, піньінь: Duānwǔ jié).

## Біографія
Цюй Юань народився і жив у місті Ін (Інчен, або Ченду), столиці царства Чу. Поет був вихідцем із високих аристократичних кіл та родичем правлячому дому і зводив свій рід до міфічного давньокитайського імператора Чжуань-сюй (2513—2435 роки до н. е.). Ототожнюючи власне походження від міфічного героя, Цюй Юань мав в усьому благородні цілі, які підкреслював любов'ю до вишуканих рослин. Він завжди прикрашав свій костюм орхідеями та іншими ароматними квітами. При сині Вей-вана Хуай-вані (роки царювання 328—299 до н. е., помер в 296 році до н. е.) Цюй Юань дослужився до посади лівого міністра царя. Ця посада дозволяла впливати на зовнішню і військову політику держави.
Сима Цянь у «Ши-цзі» кит.: 史記 / 史记, («Історичні записки») пише так:
| Цюй Юань — йому ім'я було Пін. Він був родичем і однофамільцем чуського дому, служив у чуського князя Хуаяна наближеним «лівим доповідачем». Володів широким кругозором і начитаністю, пам'ять у нього була потужна. Він ясно розбирався в питаннях, що стосуються державного благоустрою. Був майстерний оратор. У палаці він з князем обговорював державні справи, видавав накази і укази, а за межами палацу мав доручення з прийому гостей і бесідам з приїжджими удільними князями. Князь дорожив ним... — Сима Цянь[2] |
Така увага з боку правителя викликала заздрощі в інших міністрів. Одного разу Хуай-ван наказав Цюй Юаню скласти звід державних законів. З цим завданням Цюй Юань швидко справився, але вона ще існувала в чорновому варіанті. Його недруг, вельможа, захотів привласнити цю роботу, але Цюй Юань не віддав йому чернеток. Тоді той став на нього зводити наклеп, стверджуючи, Цюй Юань хвалився, що без нього правитель нічого не вартий. Князь розсердився і віддалив від себе Цюй Юаня, який дуже образився на це.
За деякими даними Хуай-ван віддалив Цюй Юаня з інших причин. Найбільше Цюй Юань побоювався посилення царства Цінь і закликав гуртуватись, щоб перешкодити його піднесенню. Однак споконвічним суперником Чу було царство Ці кит.: (齐), і за традицією чуської політики його вважали найнебезпечнішим ворогом. Коли Хуай-ван в своїй зовнішній політиці робив акцент на союз із царством Ці і навіть хотів одружитись із цінською принцесою, то підкуплені цінські радники запевняли його, що союз необхідно шукати в правителя Цінь, оскільки Ці набагато небезпечний ворог. Цюй Юань в цих умовах просив царя не поривати з надійними союзниками. Проте з часом перемогла продажна камарилья. Хуай-ван розірвав союз із царством Ці, поріднився з правлячим будинком Цінь і відправив Цюй Юаня в заслання в далеку провінцію Цзяннань. Незабаром Хуай-ван жорстоко поплатився за те, що довіряв улесливим царедворцям. 299 року до н. е. він обманом був захоплений в полон начебто союзниками і через три роки помер в ув'язненні.
У 284 році до н. е. володар Цінь напав на царство Ці, захопив його і включив до складу своєї держави. Царство Чу залишилося сам на сам з наймогутнішим ворогом. 280 року до н. е. цінські війська вторглися в Цяньчжун (Гуйчжоу) — глибокий тил Чу. 279 року до н. е. вороги захопили чуські володіння в Хенань, а ще через рік цінський генерал Бай Ці взяв штурмом і зруйнував Ін, рідне місто Цюй Юаня. Чуська армії, якою керували бездарні воєначальники була розгромлена. Це стало великим ударом для поета. Його останні роки і без того були наповнені сум'яттям, гіркотою і розпачем. На знак протесту проти бездарних і зрадницьких дій уряду, переконаний у несправедливості всього світового порядку і втративши віру у власні можливості впливати на хід подій, Цюй Юань покінчив із собою, кинувшись в річку Міло, на берегах якої відбував заслання. Його останнім твором став вірш «Хуайша».
Як аристократ
|  | Цюй Юань оплакував те, що минає, вже помічене історією |

## Творча спадщина

Цюй Юань

Цюй Юань залишився в історії китайської літератури насамперед як великий поет-патріот. Його вважають засновником напрямку індивідуальної, авторської поезії Китаю. Незвичайна виразність і фантастичні образи його творчості поклали початок «південному» стилю давньої китайської поезії і ввійшли до збірки «Чуські строфи». Перебуваючи в глухій провінції в засланні, Цюй Юань був дуже вражений подіями в країні. Невідомо, чи поет був одружений, чи мав дітей, але його твори цього періоду пронизані самотністю. І, передчуваючи швидкий і сумний кінець своєї батьківщини, Цюй Юань шукав вихід саме в поезії. У роки заслання він створив велику патріотичну поему «Лісао» («Як я потрапив в біду»), яка обезсмертила ім'я її творця. У роки заслання поет створив й інші твори, глибоко шановані китайським народом. Зокрема, це «Тяньвень», «Цзюге» («Дев'ять елегій») та інші.
| Його поетичний стиль відрізняється стислою формою, слова його тонкі і ледь вловимі, його настрій душі вирізняється своєї чистотою, його веління, вчинки його бездоганно чесні. Те, що у віршах говорить він, за формою невелике, але за значенням величезне, вище всіх заходів. Взяті ним образи нам близькі, але думка, ідеал далекі. Його прагнення чисті: тому все, що він хвалить в природі, - прекрасне. В дорозі свого життя він був благочестивим.... І якщо взяти його душу, зробивши суперницею сонця і місяця, то немає неможливого в цьому. — Сима Цянь[2]. |
Серед поетичних творів Цюй Юаня філософський вірш «Питання до Неба», де він висміює вчених-схоластів, які сперечалися і домагалися отримати відповіді на питання, на які, на думку поета, може «розгадати тільки небо», яке, за поняттями древніх китайців, вважалося вищим божеством
| У темряві без дна і без країв Із чого зародилось світло? Як два начала «інь» і «ян» Злились в одну речовину? «Дев'ятишаровий» небосхил Коли на частки розберуть? Все створено чиєюсь працею! Ким розпочато вічну працю цю? |

В силу своїх ідеологічних поглядів Цюй Юань в своїх творах виступає не тільки поетом, а й філософом, моралістом. Вірш для нього служив формою проголошення істини. Зміст його основного твору «Скорбота відлученого» це докір, звернений до царя, що його вигнав. Рідко звертаючись безпосередньо до государя, Цюй Юань виводить його як свою невірну кохану, вдається й до інших алегорій. У порівнянні з праведними правителями давнини він встановлює порочність сучасних. Оточуючи себе прекрасним, стверджував брехню ворогів за допомогою протилежних образів. Його противники — ті, хто замість ароматів зберігають «гній», прикрашають себе «полином», «бур'яном». Цюй Юань полемічно протиставляє себе своїм недругам — зграї «сільських псів». Поет порівнює себе з самотнім соколом, бо «не літає в зграї».
Вигнаний зі свого царства, ліричний герой вирушає на пошуки іншого государя, який побажав би здійснити його задуми. У «Скорботі відлученого» вигнанець неодноразово звертається до теми боротьби, але рідко повертається на землю, настільки, же брудну, як і його противники. Поет мандрує по піднебессі — від однієї священної вершини до іншої — на колісниці, запряженій драконами. Його супроводжують казкові птахи — фенікси, боги грому і вітру, він в одну мить облітає весь всесвіт з кінця в кінець, з крайнього сходу до крайнього заходу. Зупиняючись лише в оселях богів або безсмертних, поет зображує себе володарем над світом, над космосом, і боги стають його помічникам. За його наказом Сіхе, візник сонця, уповільнює біг світила, щоб воно продовжувало висвітлювати шлях; поет прив'язує свого коня до дерева — житла десяти сонець, він обтрушує пил зі світила гілкою іншого священного дерева. Боги, казкові звірі, рослини та птахи служать йому як звичайні істоти:
| До Садів богів я до вечора примчав в колісниці, Від дерева Лазурі, на зорі пустившись в дорогу. Але Сонце стало до Заходу хилитися, Коли у Воріт священних я зібравсь відпочити. Зупинити Світило я звелів його Візнику, І за гору Занепаду не поспішаючи йти. Свою дорогу без краю, без кордону Я повинен зверху донизу — всю в пошуках — пройти … |

В ряді інших творів Цюй Юаня проходять ті ж теми. Турботи про державу і роздуми над власною поразкою існують в діалозі з провісником, з рибалкою, в циклі з дев'яти пісень. У цьому циклі поряд із сміливими викриттями царя та придворних («Плачу по столиці Ін», «Мені шкода минулих днів», «З каменем в обіймах») цікава «Ода до мандариновому дереву». Вона створена в рідкісному для Цюй Юаня чотиристопному розмірі, яким записані пісні «Ши Цзін». За змістом вірш близький до дидактичної народної пісні, до її алегорій. Збираючись, стати другом цього дерева, поет оспівував в ньому свій ідеал людини (вірніше — государя) чистоту, вірність своїх поглядів. Прославлення тих же ідеалів разом з військовою доблестю і подвигом представлені у пісні «Смерть за батьківщину», віднесеної до циклу гімнів, мабуть, через її культове призначення. Створюючи цю пісню як плач — народне голосіння над загиблим в бою, Цюй Юань призначав її для похоронного обряду, так само як і гімни, які виконувалися під час жертвопринесень. Ці гімни — записані поетом культові пісні. Цикл з одинадцяти таких пісень названий у нього «Дев'ять гімнів» — «дев'ять» тут було узагальнювальним числом і означало «всі гімни». Ці твори являли собою важливе джерело для вивчення міфології Китаю.
Твори цього циклу, як і гімн «Владиці Сонця» напевно призначалися для обрядів. На певні культи і пов'язані з ними містичні гри, при яких виконання йшло нерідко від особи самого божества, вказували в них міфологічні сюжети. Але переосмислення міфів у цю епоху викликало надалі суперечки про їх героїв, які позначилися, наприклад, на розумінні двох з них в гімнах «Владиці річки Сян» і «Дружині владики річки Сян». Коментатори поєднали ці гімни з двома доброчесними дружинами, які, дізнавшись про смерть чоловіка «праведного царя» Шуня, кинулися у воду і перетворилися на богинь річки Сян. Згідно з цією легендою гімни стали трактуватися як плач невтішних вдів, їх заклики до покійного коханого чоловіка. В іншому трактуванні символіка гімнів перегукувалася з більш древнім обрядом «одруження» бога Річки, якому приносили людські жертви — найкрасивіших дівчат, зі страху перед розливами.

| … Жриці ходять по домівках, видивляються красивих дівчат і повідомляють, хто з них повинен стати дружиною Повелителя річки. Тоді її сватають, миють їй голову і тіло, наряджають її в новий одяг з розшитого важкого і легкого шовку. Наречена відпочиває і постить. Для посту на березі річки розбивають намет з жовтого і пурпурного шовку. Вона живе в ньому, і останні десять днів її годують м'ясом буйвола, рисом і поять вином. Урочисто нарум'янивши її та набіливши, наречену саджають на шлюбне ложе, вкрите циновками, і спускають на воду. Вона пропливає десятки чи, а потім тоне …[4]. |
У гімні ж, записаному Цюй Юанем, шлюб бога Річки був символічним: жриця — виконавиця ролі «подружжя», кидала, в воду лише культові предмети (перстень, поясні підвіски з нефриту). Гімни у Цюй Юаня значно відрізняються від гімнів «Книги пісень». Замість урочистого славослів'я на честь божества і принесеної йому жертви, замість епічних спогадів, в них на перший план виступає любовне визнання (наприклад, в «Душі гори»). Природа ж (річка і човен, квіти і тварини) оспівуються, як фон для інтимних переживань. Такий зміст гімнів говорить про те, що вони могли виконуватися не тільки при священнодійстві в храмі, але і як самостійне театралізоване дійство.
Зміст творів Цюй Юаня показує, що його творчість носить ще синкретичний характер. Однак рима для Цюй Юаня вже правило. Він використовує велику кількість порівнянь, уподібнення, метафори, часто користується прийомами алегорії, будуючи на них навіть цілі твори. Від епопеї «Скорбота відлученого» відбувся і новий жанр великої форми (фу), що послужив для філософських роздумів, для описів і сюжетів придворного характеру.

## Вшанування поета

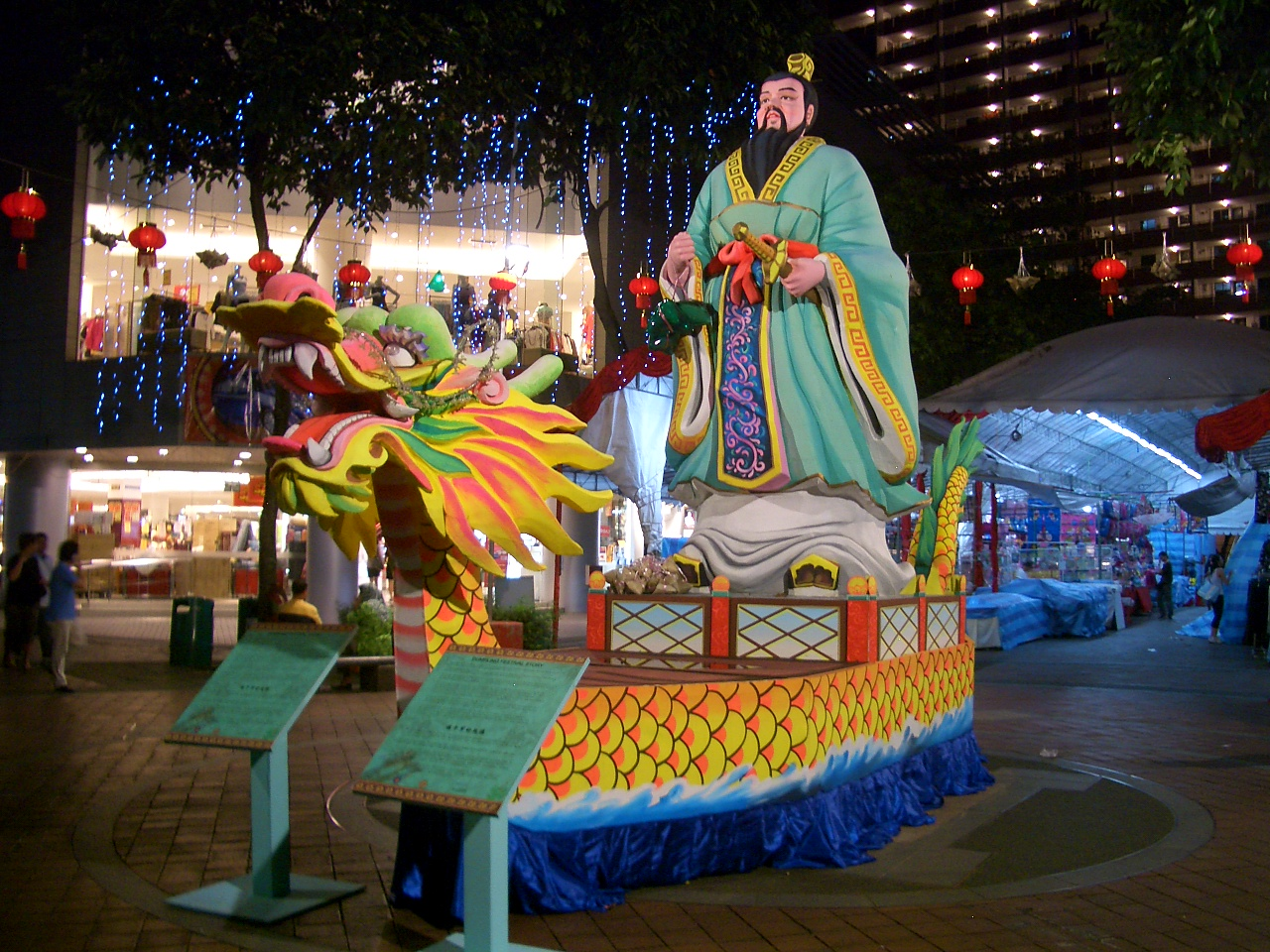
Незгасаючу популярність Цюй Юаня можна побачити в зображенні його в човні дракона, на одній з центральних вулиць Сінгапуру. Ескіз для фестивалю човнів-драконів

За традицією найдавніше китайське Свято Дуаньу, що відзначається 5 числа 5 місяця за місячним календарем, пов'язують безпосередньо з загибеллю Цюй Юаня. Дізнавшись про те, що поет впав у воду, до річки збіглися люди. Рибалки попливли на човнах в пошуках тіла поета. Щоб риби не об'їли тіло, стали кидати в річку рис, яйця та інші продукти. Місцевий лікар навіть вилив туди міцне рисове вино, впевнений у тому, що річкові мешканці сп'яніють і не доторкнуться до індуса. На наступний рік в день загибелі Цюй Юаня, коли поминали поета, виконали те ж саме. Так поступово склався звичай щорічно влаштовувати на річці гонки на драконівських човнах, їсти святкове ласощі «цзунцзи»
і пити рисове вино.

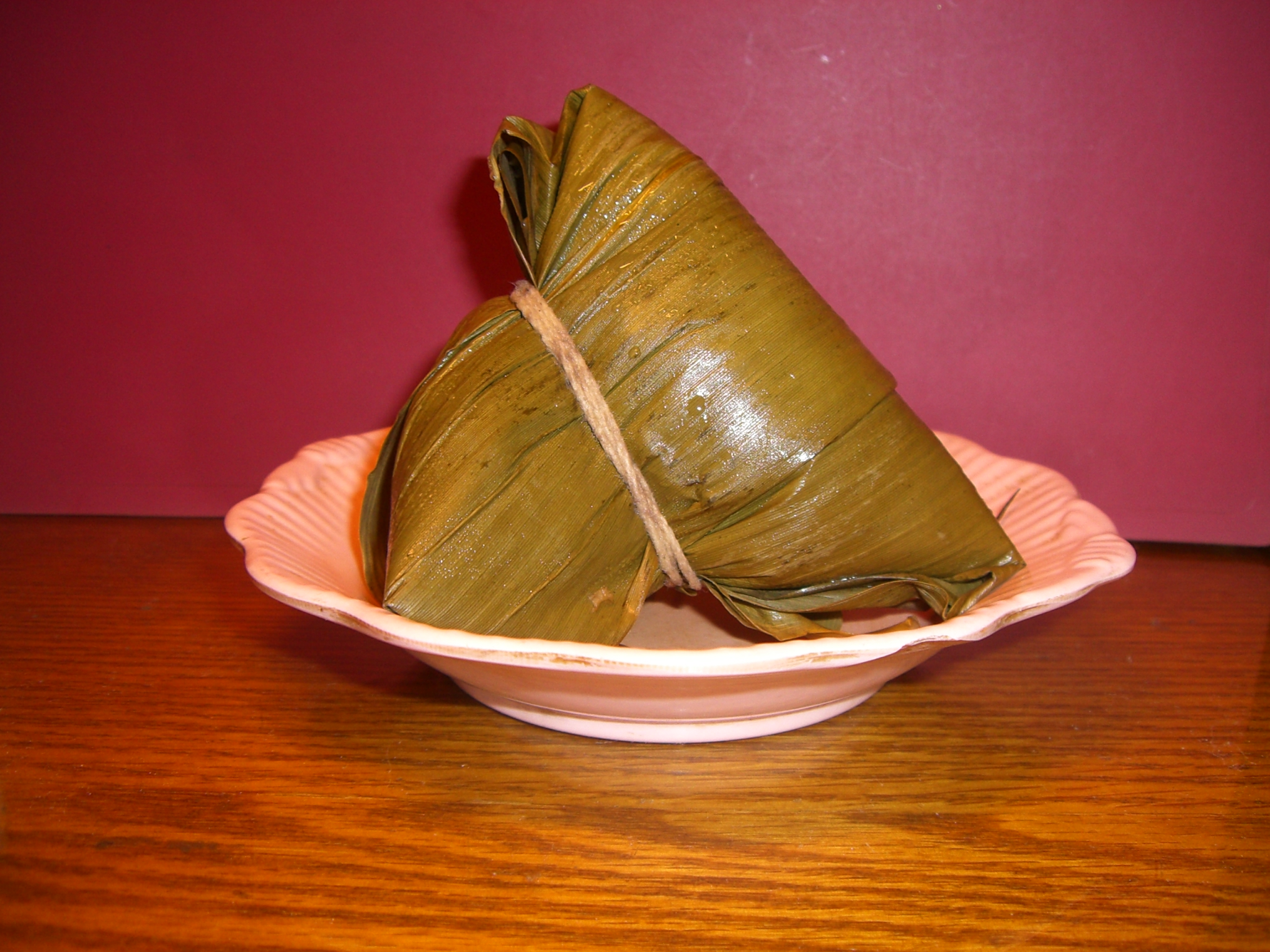
Ласощі «цзунцзи»

У свято Дуаньу дорослі зазвичай дарують дітям маленькі мішечки зі строкатої шовкової тканини. Їх набивають ароматними цілющими травами. Мішечки нанизують на п'ятикольорову шовкову нитку, і виходить прикраса, яку носять на шиї або прикріплюють до борту одягу. В народі існує повір'я, що ароматні мішечки виганяють злих духів і оберігають людину від хвороб. На Тайвані, в районі Шилін зведений храм в пам'ять Цюй Юаня, куди в день Свята Дуаньу збираються любителі поезії, щоб вшанувати пам'ять великого поета.
Коли черговий оптиміст у важкі дні, пережиті батьківщиною, яких було немало, починає вмовляти, що все буде добре, що все вирішиться миром і на краще, йому зазвичай кажуть:
|  | Закрий рот і згадай Цюй Юаня! |